# (464336) 2016 AQ112
(464336) 2016 AQ112 es un asteroide perteneciente al cinturón de asteroides, descubierto el 14 de noviembre de 2006 por el equipo Spacewatch desde el Observatorio Nacional de Kitt Peak (Arizona, Estados Unidos).